# معتمدية هرقلة
معتمدية هرقلة إحدى معتمديات الجمهورية التونسية، تابعة لولاية سوسة.
1. 1 2 3  "المناطق الترابية (العمادات) حسب الولايات والمعتمديات". اطلع عليه بتاريخ 2024-11-30.